# Ghost Stories
Ghost Stories (englisch für: „Spukgeschichten“) ist das sechste Studioalbum der britischen Alternative-Rock-Band Coldplay aus dem Jahr 2014.

## Entstehung und Veröffentlichung
Die Erstveröffentlichung von Ghost Stories erfolgte am 16. Mai 2014 bei Parlophone. Das Album erschien in seiner Originalausführung als CD (Katalognummer: 2564630591), Download (Katalognummer: 2564629913) und LP (Katalognummer: 2564629881) mit neun Titeln. Drei Tage später erschien eine „Target Edition“ in den Vereinigten Staaten mit drei Bonustiteln (Katalognummer: 542280-2).
Geschrieben und produziert wurden alle Lieder zusammen von den Coldplay-Mitgliedern Guy Berryman, Jonny Buckland, Will Champion und Chris Martin. Für die Produktion bekam die Band Unterstützung durch Daniel Green, Paul Epworth, Jon Hopkins und Rik Simpson.

## Stil
Beim kreativen Prozess zu Ghost Stories wollte Coldplay zurück zu dem „entkleideten, eher akustischen“ Sound, der ihr fünftes Studioalbum Mylo Xyloto ursprünglich ausmachen sollte – zurück zu dem einfachen Stil, der vor der Überproduktion von Mylo Xyloto angedacht war. Schlagzeuger Will Champion erzählte der BBC über diese Idee:

“Yeah, that might be nice, actually. There’s only so far you can go without becoming pompous and a bit overblown, so we’ll treat that line very carefully. Reset. Recalibrate.”

„Ja, das wär eigentlich ganz schön. Man kann nur bis zu einem bestimmten Punkt gehen, ohne pompös oder überladen zu wirken, also werden wir mit dieser Grenze sehr vorsichtig umgehen. Zurücksetzen. Neu kalibrieren.“

## Promotion
Am 25. Februar 2014 wurde ein Musikvideo zu Midnight als Teaser für Ghost Stories veröffentlicht. Der Name des Albums samt Artwork und Titelliste, wurde eine Woche später, am 3. März 2014, durch Coldplay und Parlophone publik gemacht. Magic wurde am 3. März 2014 als Debütauskopplung zu Ghost Stories veröffentlicht. Die erste Single wurde zudem als Download auf iTunes und Amazon.com zugänglich gemacht. Bislang schaffte es Magic in die Charts von 25 Ländern, davon in 18 in die Top Ten. Die zweite Single Midnight wurde am 19. April als 7-Zoll-Vinylplatte ausgekoppelt. Bei einer Liveveranstaltung, dem iTunes Festival anlässlich des SXSW, spielte Coldplay erstmals zwei weitere Songs des Albums Ghost Stories, Always in My Head und Another’s Arms. Mit der dritten Singleauskopplung A Sky Full of Stars, am 2. Mai 2014, schaffte es Coldplay in 86 Ländern auf Platz 1 der iTunes-Charts. Die Single verkaufte sich innerhalb von 24 Stunden 121.690 Mal. Im Zuge der Promotion sendet der Fernsehsender NBC das Fernseh-Special Coldplay – Ghost Stories, ein Mitschnitt aus drei Konzerten, die am 21., 22. und 23. März 2014 in den Sony Music Studios in Los Angeles aufgenommen wurden. Zur Veröffentlichung des Albums Ghost Stories gibt die Band zwischen April und Juli 2014 in sechs Städten kleinere Konzerte, darunter ein Auftritt im E-Werk in Köln. Kurz nach der Veröffentlichung von Ghost Stories am 19. Mai 2014 stieg Coldplay in über 100 Länder auf Platz 1 der iTunes-Charts ein. Diese Nachricht verkündete die Band auf ihrer offiziellen Twitter-Seite.

## Artwork
Das Cover für Ghost Stories wurde von der in Großbritannien lebenden tschechischen Radierkünstlerin Mila Fürstová gestaltet.

## Titelliste
1. Always in My Head (3:36)
2. Magic (4:45)
3. Ink (3:48)
4. True Love (4:05)
5. Midnight (4:54)
6. Another’s Arms (3:54)
7. Oceans (5:21)
8. A Sky Full of Stars (4:28)
9. O (7:46)

### Target Edition
1. All Your Friends 3:32
2. Ghost Story 4:17
3. O (Reprise) 1:37

### Limited Deluxe Digipack Edition (Bonustitel)
1. All Your Friends 3:32
2. Ghost Story 4:17
3. O (Reprise) 1:37
4. Midnight (Jon Hopkins remix) 10:05
5. Midnight (Giorgio Moroder remix) 8:37
6. Midnight (Phones 4AM remix) 10:56

### Limited Deluxe Digipack Edition (Live at iTunes Festival)
1. Always in My Head
2. Charlie Brown
3. Paradise
4. Magic
5. Clocks
6. Another’s Arms
7. Viva la Vida
8. Atlas
9. Every Teardrop Is a Waterfall
10. Fix You (Dedicated to those affected in Malaysia Airline Disappearance)
11. Midnight

## Singleauskopplungen
| Jahr | Titel               | Höchstplatzierung, Gesamtwochen, AuszeichnungChartplatzierungen (Jahr, Titel, , Platzierungen, Wochen, Auszeichnungen, Anmerkungen) | Höchstplatzierung, Gesamtwochen, AuszeichnungChartplatzierungen (Jahr, Titel, , Platzierungen, Wochen, Auszeichnungen, Anmerkungen) | Höchstplatzierung, Gesamtwochen, AuszeichnungChartplatzierungen (Jahr, Titel, , Platzierungen, Wochen, Auszeichnungen, Anmerkungen) | Höchstplatzierung, Gesamtwochen, AuszeichnungChartplatzierungen (Jahr, Titel, , Platzierungen, Wochen, Auszeichnungen, Anmerkungen) | Höchstplatzierung, Gesamtwochen, AuszeichnungChartplatzierungen (Jahr, Titel, , Platzierungen, Wochen, Auszeichnungen, Anmerkungen) | Anmerkungen                                              |
| Jahr | Titel               | DE | AT | CH | UK | US | Anmerkungen                                              |
| --- | ------------------- | --- | --- | --- | --- | --- | -------------------------------------------------------- |
| 2014 | Magic               | DE14 (24 Wo.)DE | AT21 (17 Wo.)AT | CH5 Gold · (29 Wo.)CH | UK10 Platin · (26 Wo.)UK | US14 Platin · (14 Wo.)US | Erstveröffentlichung: 3. März 2014 Verkäufe: + 2.342.900 |
| 2014 | A Sky Full of Stars | DE6 ×2Doppelplatin · (40 Wo.)DE | AT11 Gold · (… Wo.)AT | CH2 Platin · (47 Wo.)CH | UK9 ×3Dreifachplatin · (46 Wo.)UK                                                                                                   | US10 ×4Vierfachplatin · (26 Wo.)US                                                                                                  | Erstveröffentlichung: 2. Mai 2014 Verkäufe: + 8.161.700  |
| Folgende Lieder erschienen nicht als Single, wurden aber durch das Album zum Download und Streaming bereitgestellt und konnten somit eine Platzierung erlangen: |                     | | | | | |                                                          |
| |                     | | | | | |                                                          |
| 2014 | Another’s Arms      | — | — | CH52 (1 Wo.)CH | UK70 (1 Wo.)UK | — | Charteinstieg: 25. Mai 2014                              |

## Kommerzieller Erfolg

### Chartplatzierungen
| ChartsChartplatzierungen       | Höchstplatzierung | Wochen |
| ------------------------------ | ----------------- | ------ |
| Deutschland (GfK)              | 1 (41 Wo.)        | 41     |
| Österreich (Ö3)                | 2 (26 Wo.)        | 26     |
| Schweiz (IFPI)                 | 1 (69 Wo.)        | 69     |
| Vereinigte Staaten (Billboard) | 1 (43 Wo.)        | 43     |
| Vereinigtes Königreich (OCC)   | 1 (57 Wo.)        | 57     |

| ChartsJahrescharts (2014)      | Platzierung |
| ------------------------------ | ----------- |
| Deutschland (GfK)              | 13          |
| Österreich (Ö3)                | 19          |
| Schweiz (IFPI)                 | 3           |
| Vereinigte Staaten (Billboard) | 14          |
| Vereinigtes Königreich (OCC)   | 5           |

| ChartsJahrescharts (2015)    | Platzierung |
| ---------------------------- | ----------- |
| Schweiz (IFPI)               | 81          |
| Vereinigtes Königreich (OCC) | 97          |

### Auszeichnungen für Musikverkäufe
| Land/Region                  | Auszeichnungen für Musikverkäufe (Land/Region, Auszeichnung, Verkäufe) | Verkäufe    |
| ---------------------------- | ---------------------------------------------------------------------- | ----------- |
| Argentinien (CAPIF)          | Gold                                                                   | 15.000      |
| Australien (ARIA)            | 4× Platin                                                              | 280.000     |
| Belgien (BRMA)               | Platin                                                                 | 30.000      |
| Dänemark (IFPI)              | 2× Platin                                                              | 40.000      |
| Deutschland (BVMI)           | 3× Gold                                                                | 300.000     |
| Europa (IFPI)                | Platin                                                                 | (1.000.000) |
| Frankreich (SNEP)            | 3× Platin                                                              | 300.000     |
| Italien (FIMI)               | 3× Platin                                                              | 150.000     |
| Kanada (MC)                  | 2× Platin                                                              | 160.000     |
| Mexiko (AMPROFON)            | Gold                                                                   | 30.000      |
| Neuseeland (RMNZ)            | 2× Platin                                                              | 30.000      |
| Österreich (IFPI)            | Platin                                                                 | 20.000      |
| Polen (ZPAV)                 | 2× Platin                                                              | 40.000      |
| Portugal (AFP)               | Gold                                                                   | 7.500       |
| Schweiz (IFPI)               | 2× Platin                                                              | 40.000      |
| Singapur (RIAS)              | Platin                                                                 | 10.000      |
| Spanien (Promusicae)         | Gold                                                                   | 20.000      |
| Ungarn (MAHASZ)              | 2× Platin                                                              | 12.000      |
| Vereinigte Staaten (RIAA)    | 2× Platin                                                              | 2.000.000   |
| Vereinigtes Königreich (BPI) | 2× Platin                                                              | 733.000     |
| Insgesamt                    | 5× Gold · 31× Platin ·                                                 | 4.217.500   |

Hauptartikel: Coldplay/Auszeichnungen für Musikverkäufe